# Daniel Bigham
Daniel John Bigham (Newcastle-under-Lyme, 2 de outubro de 1991) é um ciclista britânico.

## Carreira
Bigham conquistou seus primeiros títulos nacionais de ciclismo de pista em 2017, nas disciplinas de perseguição por equipe, perseguição individual e contra-relógio de quilômetro, também ajudando a Grã-Bretanha a vencer a Copa do Mundo UCI na perseguição por equipe em 2017 e 2018. Ele ganhou mais medalhas de pista em nível nacional em 2019 e 2020, e em 2021 quebrou o recorde masculino da hora do Reino Unido. Também em 2021 e novamente em 2022, ele levou a prata na estrada no contra-relógio individual masculino. No Campeonato Nacional Britânico de Pista de 2022 em Newport, País de Gales, ele ganhou outro título britânico, vencendo a perseguição individual.
Bigham correu pela equipe UCI Continental Ribble Weldtite de 2018 a 2021. Ele então ganhou atenção nacional sendo a figura de proa da equipe comercial Huub-Wattbike. Apesar da falta de orçamento e de operar fora da estrutura do ciclismo britânico, eles alcançaram grande sucesso na pista, vencendo eventos da Copa do Mundo UCI e trazendo uma variedade de inovações técnicas e estratégicas para a busca da equipe, antes que mudanças fossem feitas nas regras de elegibilidade da equipe comercial.
Desde 2022, ele trabalha para a Ineos Grenadiers como engenheiro de desempenho, ajudando os pilotos da equipe a melhorar seu desempenho aerodinâmico.
Ao lado de Charlie Tanfield, Ethan Vernon e Oliver Wood, Bigham ganhou a prata na perseguição por equipes nos Jogos da Commonwealth de 2022. Após o sucesso na perseguição por equipes, Bigham também competiu na perseguição individual em vários campeonatos internacionais, ganhando pratas no Campeonato Mundial de Ciclismo de Pista da UCI de 2023 e no Campeonato Europeu de Pista da UEC de 2023, e depois um ouro no Campeonato da UEC de 2024, onde, com Ethan Hayter, Vernon e Tanfield, ele também ganhou um ouro na perseguição por equipes.
Ele competiu regularmente contra seu companheiro de equipe do Ineos Grenadiers, Fillipo Ganna, principalmente durante suas tentativas de recorde de hora e no Campeonato Mundial de Pista UCI de 2023.
No início de agosto, Bigham compartilhou que deixaria a Ineos Grenadiers assim que as Olimpíadas terminassem, tendo ficado desiludido com a configuração da equipe sob a nova gestão. Em setembro, foi anunciado que ele se aposentaria do ciclismo competitivo para se concentrar em uma nova função como Chefe de Engenharia na Red Bull–Bora–Hansgrohe.
Seu último evento de corrida pela Grã-Bretanha será o Campeonato Mundial de Ciclismo de Pista UCI de 2024, em outubro, realizado na Dinamarca.